# Stary Teatr im. Heleny Modrzejewskiej w Krakowie

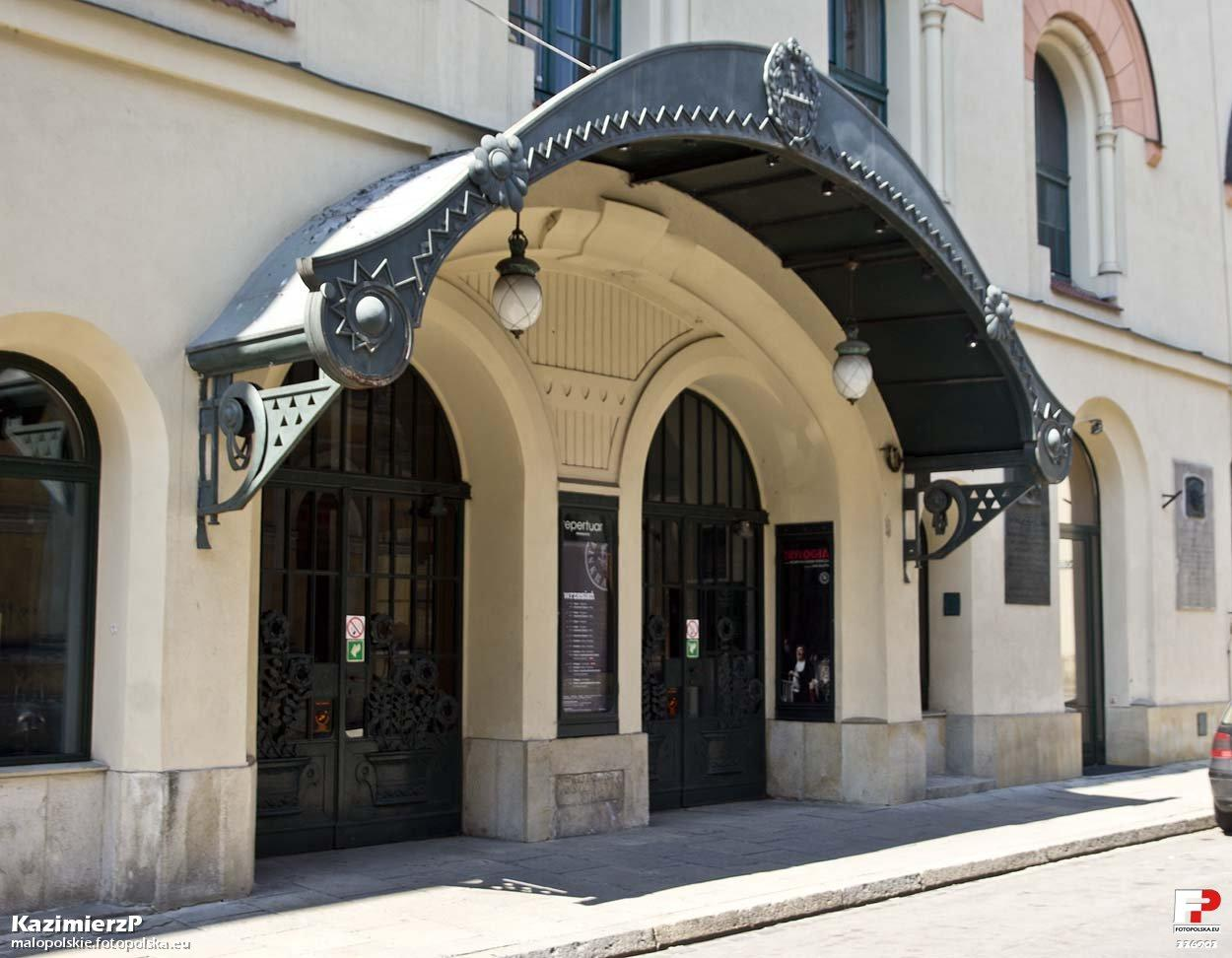
Wejście do teatru od strony ulicy Jagiellońskiej.

Narodowy Stary Teatr im. Heleny Modrzejewskiej – teatr w Krakowie, narodowa instytucja kultury, powstał jako drugi teatr w Polsce. Obok Teatru Narodowego w Warszawie oraz Teatru im. Juliusza Słowackiego w Krakowie jest jedną z trzech  narodowych scen dramatycznych, podlegających bezpośrednio Ministrowi Kultury. Od czerwca 2021 jest członkiem Unii Teatrów Europy. W budynku teatru funkcjonuje Muzeum Interaktywne / Centrum Edukacji Teatralnej MICET, otwarte w 2016 roku.

## Historia
Początki działalności datują się na początek lat 80. wieku XVIII. Inicjatorami powstania teatru byli: poseł krakowski Feliks Oraczewski oraz warszawski aktor Mateusz Witkowski, któremu w dniu 17 października 1781 roku władze Krakowa udzieliły zgody na wystawianie widowisk za opłatą 50 złotych polskich miesięcznie. Witkowski pełnił funkcję pierwszego antreprenera (dyrektora) teatru. Jego otwarcie nastąpiło w październiku 1781 roku. Do roku 1799 przedstawienia odbywały się w budynku pałacu Spiskiego przy Rynku Głównym, a aktorzy, wzorem warszawskich kolegów, przyjęli nazwę Aktorzy Narodowi.
W latach 1787–1830 antreprenerem był Jacek Kluszewski, który w 1799 przeniósł teatr do budynku u zbiegu ul. Jagiellońskiej i placu Szczepańskiego, w którym siedziba teatru znajduje się do dziś. W czasach dyrekcji Kluszewskiego znacząco wzrosła ranga i popularność teatru, w którym, mimo zależności od austriackich władz zaborczych wystawiano polskie przedstawienia. Od listopada 1820 roku (dyr. Kazimierz Skibiński) wprowadzono bardziej ambitny repertuar, grając tragedie: Williama Szekspira, Alojzego Felińskiego, Voltaire’a, Gottholda Lessinga, komedie: R. Sheridana, Moliera, Wojciecha Bogusławskiego oraz opery Karola Kurpińskiego i Luigiego Cherubiniego.
Teatr rozwijał się również za dyrekcji Hilarego Meciszewskiego (1843–1845), znanego krakowskiego krytyka teatralnego i publicysty politycznego, który wprowadził do repertuaru dramat romantyczny, dbał o udoskonalenie sztuki reżyserskiej i aktorskiej zgodnie z nowoczesnymi regułami teatru europejskiego.
W 1865 roku po raz pierwszy na scenie teatru wystąpiła Helena Modrzejewska, jego obecna patronka. W latach 1866–1885 teatrem kierował Stanisław Koźmian, publicysta polityczny i literat, związany ze środowiskiem krakowskich konserwatystów, współautor Teki Stańczyka, uczestnik powstania styczniowego, twórca tzw. „szkoły krakowskiej”, w ramach której szczególną uwagę zwracano na jakość gry aktorskiej i gruntowne przygotowanie inscenizacji. Koźmian wielką wagę przywiązywał do repertuaru, w którym znalazły się dzieła polskiego, jak i europejskiego dramatu klasycznego oraz współczesnego.
Na przełomie XIX i XX wieku teatr praktycznie przestał funkcjonować. W 1893 krakowski teatr miejski przeniesiono do nowego budynku przy placu Świętego Ducha, gdzie od 1909 funkcjonuje jako Teatr im. Juliusza Słowackiego. Na scenie przy placu Szczepańskim wystawiano jedynie przedstawienia okolicznościowe. W latach 1903–1906 budynek ten został gruntownie przebudowany w stylu secesji, z rozbudową pomieszczeń na sale taneczne, koncertowe, restauracyjne i handlowe. Na przełomie lat 20. i 30. XX mieściła się w nim Miejska Szkoła Dramatyczna.
Działalność teatralną w budynku przy placu Szczepańskim wznowiono po zakończeniu II wojny światowej w 1945. W latach 1946–1949 teatr funkcjonował wraz z Teatrem im. Słowackiego jako Miejskie Teatry Dramatyczne. Dyrektorem Miejskich Teatrów Dramatycznych był dyrektor Teatru im. Słowackiego.
W 1949 Miejskie Teatry Dramatyczne upaństwowiono i utworzono nowe przedsiębiorstwo Państwowe Teatry Dramatyczne. Upaństwowieniu uległ też majątek teatrów. Staremu Teatrowi przypisano repertuar współczesny. W 1952 działał pod nazwą Państwowy Teatr Stary w Krakowie. Po usankcjonowaniu przez władze doktryny realizmu socjalistycznego grano w nim tzw. sztuki produkcyjne.
W 1954, po zlikwidowaniu przedsiębiorstwa Państwowe Teatry Dramatyczne,   Państwowy Teatr Stary w Krakowie rozpoczął samodzielną działalność. Od 1956 działał jako Państwowy Stary Teatr im. Heleny Modrzejewskiej. W latach pięćdziesiątych jego dyrektorami byli Roman Zawistowski i Władysław Krzemiński. W tym okresie nastąpiło ożywienie w działalności artystycznej. W teatrze znalazło zatrudnienie wielu reżyserów, aktorów i scenografów. W repertuarze sięgnięto po dzieła dramatu polskiego i światowego. Wystawiano sztuki klasyczne, kładziono jednak nacisk na ich nowoczesne ujęcie. Grano również z powodzeniem utwory współczesne.
W 1963 na stanowisku dyrektora Krzemińskiego zastąpił Zygmunt Hübner, za czasów którego do teatru trafiło wiele artystycznych indywidualności, m.in. reżyserzy Andrzej Wajda czy Konrad Swinarski. Coraz większą rolę w repertuarze zaczął odgrywać polski dramat narodowy na czele z Weselem Stanisława Wyspiańskiego w reżyserii Andrzeja Wajdy (1963). Swoje najsłynniejsze inscenizacje realizowali w teatrze Konrad Swinarski i Jerzy Jarocki.
W 1969 Zygmunt Hübner złożył rezygnację ze stanowiska dyrektora po zdjęciu przez cenzurę przedstawienia Kurdesz Ernesta Brylla. Dyrektorem został Jan Paweł Gawlik. Jednym z najważniejszych wydarzeń w historii teatru była nowatorska inscenizacja Dziadów Adama Mickiewicza dokonana przez Konrada Swinarskiego (1973). W tym czasie wystawiono również Wyzwolenie Stanisława Wyspiańskiego w reżyserii Swinarskiego (1974), a Andrzej Wajda wyreżyserował Biesy Fiodora Dostojewskiego (1971) oraz Noc listopadową Wyspiańskiego. Coraz częściej sięgano po polski repertuar współczesny, a reżyserowali młodzi twórcy, Krystian Lupa, Jerzy Grzegorzewski, Maciej Prus czy Krzysztof Kieślowski. W tym czasie reżyserowali także teatralni klasycy, tacy jak Jerzy Kreczmar. Wystawione przez Andrzeja Wajdę widowisko Z biegiem lat, z biegiem dni... (1978) na podstawie utworów twórców galicyjskich z przełomu XIX i XX wieku zostało w 1980 zrealizowane ponownie jako serial telewizyjny.
W 1980 roku nastąpiła zmiana na stanowisku dyrektora. Gawlik został zastąpiony przez popieranego przez zespół artystyczny kompozytora Stanisława Radwana, któremu przyszło prowadzić teatr w trudnych latach stanu wojennego. Wiele z wystawianych sztuk odwoływało się do bieżących wydarzeń społecznych. Ważnymi wydarzeniami były inscenizacje Hamleta Williama Szekspira (1981), Antygony Sofoklesa (1984) oraz Zbrodni i kary Fiodora Dostojewskiego (1984) dokonane przez Andrzeja Wajdę oraz inne dokonane przez Jerzego Jarockiego, Krystiana Lupę, Rudolfa Zioło czy Tadeusza Bradeckiego, który w 1990 przejął od Radwana obowiązki dyrektora.
Po 1990 wystawiono m.in. Ślub Witolda Gombrowicza w reżyserii Jerzego Jarockiego (1990), adaptacje dramatów austriackich w reżyserii Krystiana Lupy, a Jerzy Grzegorzewski zrealizował własny scenariusz Tak zwana ludzkość w obłędzie (1992).
W 1991 scenie nadano status teatru narodowego.
W latach 1997–1998 teatrem kierowało aż trzech dyrektorów: Krystyna Meissner, następnie Jerzy Bińczycki, a po jego nagłej śmierci krytyk teatralny Jerzy Koenig. W tym czasie wystawiona została Iwona, księżniczka Burgunda Witolda Gombrowicza w reżyserii Grzegorza Jarzyny (pod pseudonimem Horst Leszczuk).
W 1997 Jerzy Trela wręczył Janowi Pawłowi II, podczas jego pielgrzymki do ojczyzny, książkę Dariusza Domańskiego pt. Taki nam się snuje dramat... Stary Teatr 1945–1995 album wspomnień.  
W lutym 2001 zmieniono nazwę teatru na Narodowy Stary Teatr im. Heleny Modrzejewskiej.
Od 2002 dyrektorem artystycznym, a w 2003 dyrektorem naczelnym jest profesor krakowskiej PWST, aktor i reżyser Mikołaj Grabowski, pełniący wcześniej funkcję dyrektora łódzkiego Teatru Nowego. W tym samym roku odbyła się premiera Mistrza i Małgorzaty Michaiła Bułhakowa w reżyserii Krystiana Lupy.
Od 2009 do 2019 roku jako jedyny polski teatr należał do Europejskiej Sieci Teatrów Mitos21, która skupia najważniejsze sceny teatralne w Europie.
30 maja 2023 miała miejsce premiera filmu dokumentalnego o teatrze zatytułowanego Stary, wyreżyserowanego przez Magdę Hueckel i Tomasza Śliwińskiego.

## Dyrektorzy
- Mateusz Witkowski 1781–1787 (z przerwami)[3]
- Mateusz Esmond 1782–1784
- Jacek Kluszewski 1787–1830 (z przerwami)[4]
- Franciszek Horschelt 1799–1800
- Juliusz Pfeiffer 1831–1838, 1840–1843, 1854–1863
- Hilary Meciszewski 1843–1845
- Józef Mączyński 1845–1852
- Stanisław Koźmian 1866–1885
- Jakub Glikson 1885–1893
- Jerzy Ronard Bujański 1945–1946
- Roman Zawistowski 1954–1957
- Władysław Krzemiński 1957–1963
- Zygmunt Hübner 1963–1970
- Jan Paweł Gawlik 1970–1980
- Stanisław Radwan 1980–1990
- Tadeusz Bradecki 1990–1996
- Krystyna Meissner 1997–1998
- Jerzy Bińczycki 1998
- Ryszard Skrzypczak 1998–2003 (dyrektor naczelny)
- Jerzy Koenig 1998–2002 (dyrektor artystyczny)
- Mikołaj Grabowski 2002–2012
- Jan Klata 2013–2017
- Marek Mikos 2017–2020
- Waldemar Raźniak 2020–2024[17]
- Dorota Ignatjew od 2024[18][19]

## Osoby współpracujące z teatrem

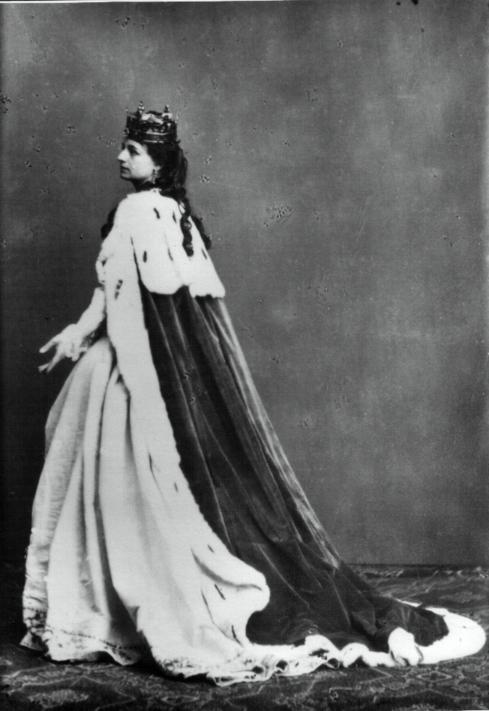
Helena Modrzejewska jako królowa Jadwiga w Teatrze Krakowskim (obecnie Stary Teatr)

| - Feliks Benda - Alicja Bienicewicz - Jerzy Bińczycki - Sonia Bohosiewicz - Teresa Budzisz-Krzyżanowska - Magdalena Cielecka - Mieczysława Ćwiklińska - Mirosława Dubrawska - Krystian Durman - Anna Dymna - Jan Frycz - Grażyna Trela - Krzysztof Globisz - Katarzyna Gniewkowska - Barbara Grabowska - Leszek Herdegen - Antonina Hoffmann - Gustaw Holoubek - Tadeusz Huk - Kazimierz Kaczor - Ewa Kaim - Zbigniew Kaleta - Marcin Kalisz - Elżbieta Karkoszka - Mikołaj Kubacki - Halina Kwiatkowska - Edward Linde-Lubaszenko - Bolesław Ładnowski - Tadeusz Malak - Agnieszka Mandat - Helena Modrzejewska - Marta Nieradkiewicz - Jerzy Nowak - Jan Nowicki - Izabella Olszewska - Jan Peszek - Błażej Peszek - Franciszek Pieczka - Anna Polony - Wojciech Pszoniak - Anna Radwan - Jerzy Radziwiłowicz - Wincenty Rapacki - Wiktor Sadecki - Dorota Segda - Anna Seniuk - Bogdan Słomiński - Roman Stankiewicz - Jerzy Stuhr - Jerzy Trela - Marek Walczewski - Krzysztof Wieszczek - Zofia Więcławówna - Wiesław Wójcik - Małgorzata Zawadzka - Krzysztof Zawadzki |  | - Stanisław Koźmian - Juliusz Osterwa - Tadeusz Kantor - Roman Zawistowski - Władysław Krzemiński - Bohdan Korzeniewski - Lidia Zamkow - Jerzy Grotowski - Jerzy Kreczmar - Józef Szajna - Jerzy Jarocki - Zygmunt Hübner - Andrzej Wajda - Kazimierz Kutz - Konrad Swinarski - Tadeusz Malak - Jerzy Grzegorzewski - Maciej Prus - Krystian Lupa - Agnieszka Holland - Jerzy Stuhr - Tadeusz Bradecki - Rudolf Zioło - Grzegorz Jarzyna - Paweł Miśkiewicz - Krzysztof Warlikowski - Mikołaj Grabowski - Michał Zadara - Tadeusz Kantor - Andrzej Pronaszko - Wojciech Krakowski - Jerzy Skarżyński - Lidia Minticz-Skarżyńska - Krystyna Zachwatowicz - Franciszek Starowieyski - Kazimierz Wiśniak - Jerzy Kalina - Zygmunt Konieczny - Stanisław Radwan - Jan Kanty Pawluśkiewicz - Jacek Ostaszewski - Abel Korzeniowski |

## Inicjatywy
- Goście Starego Teatru – spotkania z twórcami światowej kultury (od 1992).
- Fundacja Starego Teatru – celem fundacji jest wspieranie rozwoju środowisk artystycznych i twórczych w Małopolsce, promocja kultury polskiej (od 2002).
- Studio Baz@rt – nowy nurt repertuarowy, w ramach którego prezentowane są najciekawsze osiągnięcia młodej dramaturgii inscenizowane przez młodych polskich reżyserów (od 2004).
- Nowa Krytyka – inicjatywa polegająca na organizowaniu spotkań kontekstowych, które towarzyszą premierom. W ramach tych spotkań odbywają się debaty, skupiające się na analizie i dyskusji nad wyzwaniami, z którymi boryka się współczesna kultura.
- Spektakl z legitymacją – oferta skierowana do uczniów, studentów, emerytów, rencistów a także osób z niepełnosprawnościami wraz z asystentami i umożliwiająca nabycie biletu do teatru po promocyjnej cenie na podstawie okazania wspomnianego dokumentu w kasie teatru. Po każdym przedstawieniu prezentowanym w cyklu odbywa się rozmowa z twórcami i publicznością.
- Działania edukacyjne MASTER CLASS – warsztaty z aktorami i aktorkami Starego Teatru dla osób pragnących rozwinąć swoje zdolności teatralne.
- Młod(sz)a Polska – Warsztaty dramatopisarskie dedykowane osobom urodzonym po 1989 roku, przed teatralnym debiutem scenicznym i wydawniczym, chcącym współtworzyć repertuar teatralny NST, również ten powstający z myślą o dzieciach i młodzieży.
- Współpraca z Drama Studio London – spotkania ze studentami DSL. Międzynarodowa współpraca obejmuje zajęcia teoretyczno-formalne z zakresu praktyki aktorskiej i historii teatru.
- Narzędziownik Teatru - Warsztaty praktyczne dla aktorów i widzów poświęcone najnowszym tendencjom i technikom pracy w teatrze prowadzone przez uznanych twórców i pedagogów.